# 夏思凝
夏思凝，湖南省邵陽市人，中国女子100米跨栏运动员。

## 生平
原本學習舞蹈的她直到國一，才開始改學田徑，並專攻女子跨欄項目。
2019年獲得世界中學生田徑錦標賽女子100公尺跨欄冠軍、第二屆中國全國青年運動會女子100公尺跨欄金牌，甚至還打破中國少年紀錄。
2023年4月，於「全國田徑大獎賽」女子百米欄決賽，以13秒15今年個人最好成績奪冠；卻因傷病，錯過了全國冠軍賽（杭州亞運會選拔賽），因而無緣杭州亞運。

## 學歷
- 邵陽市二中
- 北京體育大學

## 外部連結
- 夏思凝的新浪微博
- 夏思凝的Instagram帳戶